# Poecilotiphia
Poecilotiphia is een geslacht van vliesvleugelige insecten van de familie Thynnidae.

## Soorten
- P. lacteipennis (Saunders, 1901)
- P. parvula (Smith, 1855)
- P. rousselii (Guérin-Méneville, 1838)